# Apolda
Apolda est une ville située en République fédérale d'Allemagne dans le Land de Thuringe.

## Monuments

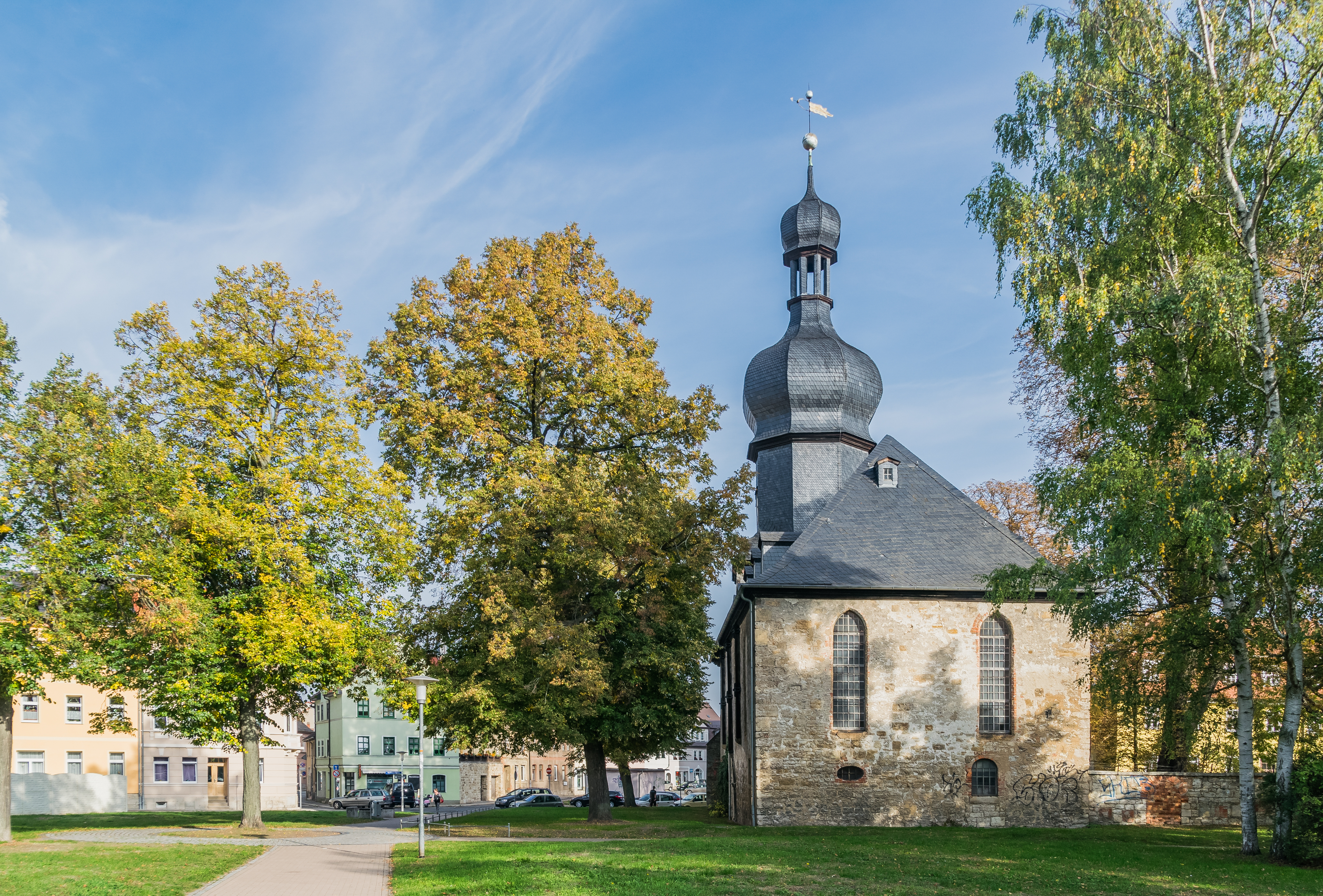
L'église Saint-Martin

## Histoire
| Appartenances historiques Électorat de Mayence 1119-1400 Margraviat de Misnie 1400–1423 Électorat de Saxe 1423-1547 Duché de Saxe 1547-1572 Duché de Saxe-Weimar 1572–1603 Duché de Saxe-Altenbourg 1603–1672 Duché de Saxe-Iéna 1672–1690 Duché de Saxe-Weimar 1690–1809 Grand-duché de Saxe-Weimar-Eisenach 1809–1918 République de Weimar 1918–1933 Reich allemand 1933–1945 Allemagne occupée 1945–1949 République démocratique allemande 1949–1990 Allemagne 1990–présent |

## Personnalités
Siegrun Siegl (1954-), championne olympique du pentathlon en 1976 et recordwoman du monde du saut en longueur, est née à Apolda.